# Hyrrokkin

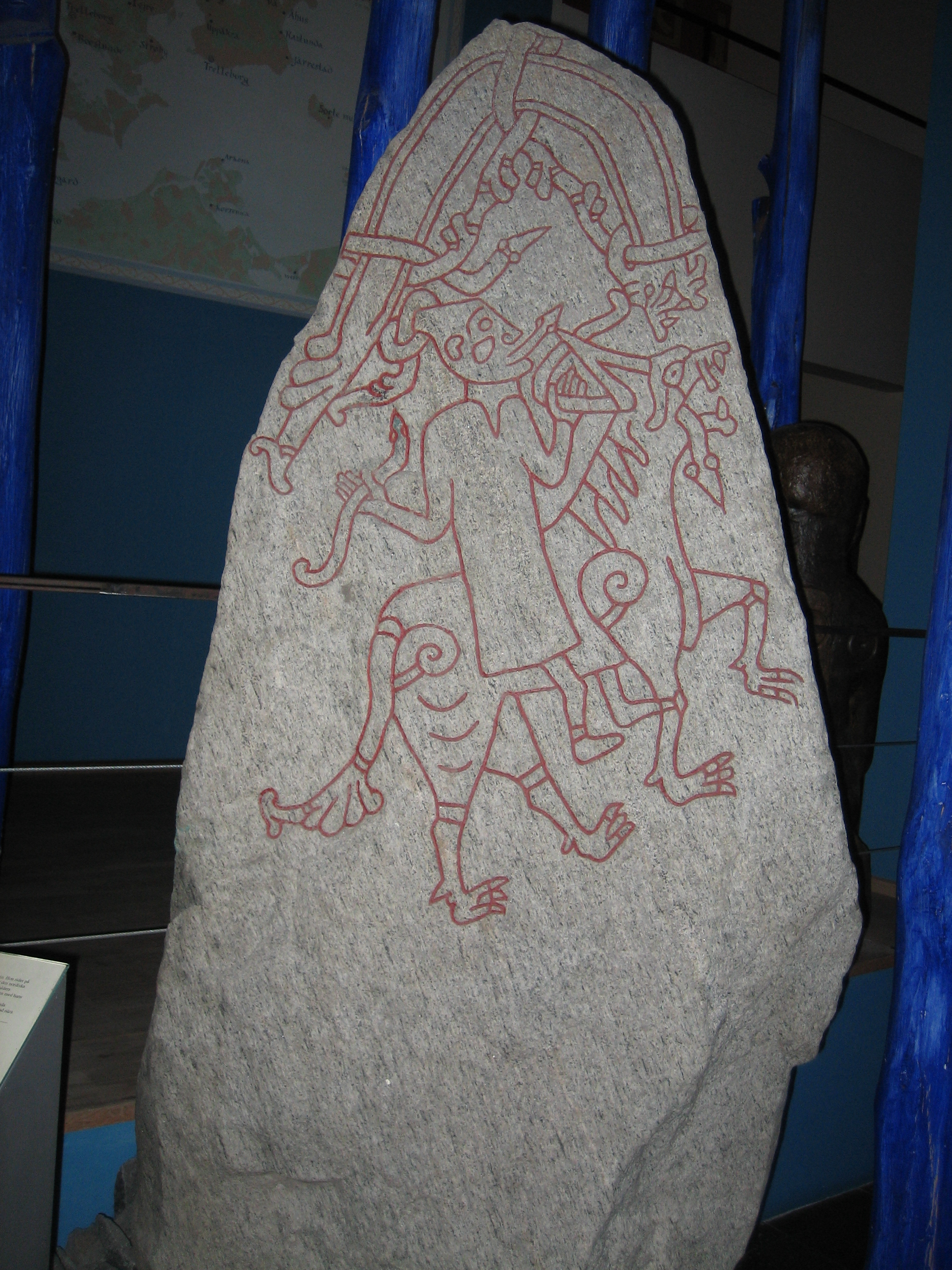
Se cree que la figura que aparece en al menos uno de los restos liticos del ahora destruido Monumento Hunnestad es Hyrrokkin.

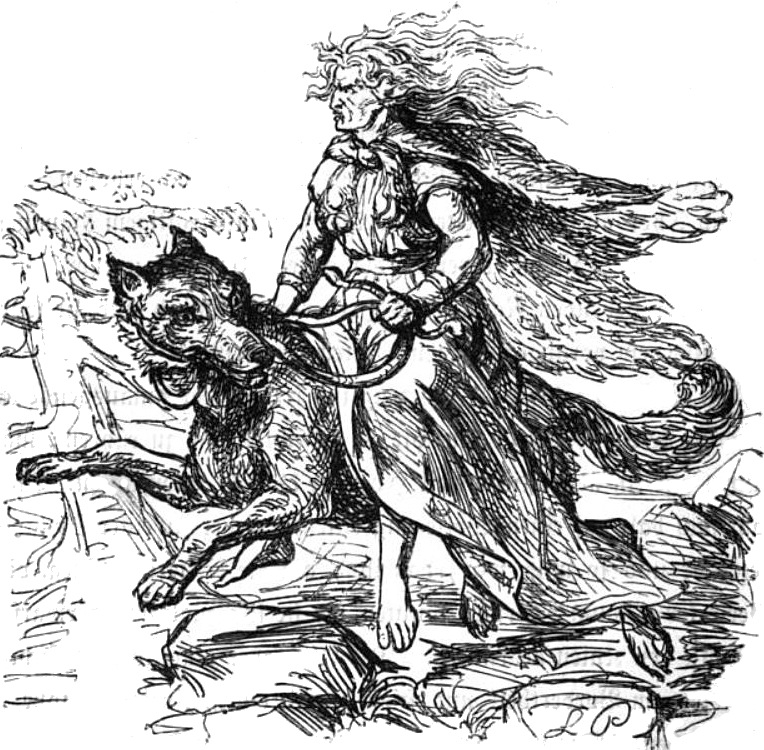
Hyrrokkin por Ludwig Pietsch (1865)

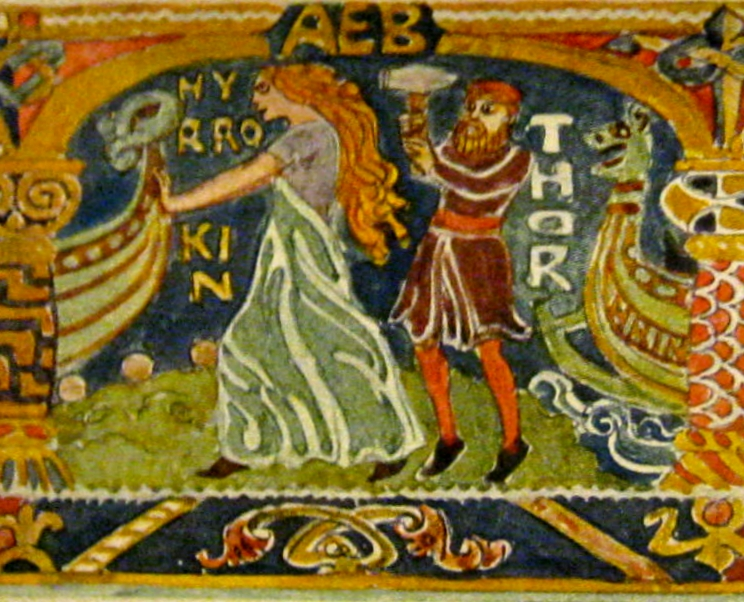
Hyrrokkin empuja el Hringhorni, lo que enfada a Thor (muestra de fuerza). Illustración por Emil Doepler, ca. 1905.

En la mitología nórdica, Hyrrokkin (‘Ahumada por el fuego’, posiblemente refiriéndose a una apariencia arrugada, apergaminada) es una jötunn que aparece representada en el resto lítico del Monumento Hunnestad (cerca de Marsvinsholm, Suecia) al que se asigna el nombre de DR 284.

## Hyrrokkin en el Funeral de Balder
Se cuenta en el Gylfaginning de Snorri Sturluson que, en el funeral de Balder, su mujer Nanna murió de pesar al ver a su marido muerto en el Hringhorni. Fue dispuesta junto a él en su pira, sumándose así a su marido en Hel. Hringhorni, el barco de Balder, fue el más grande de los barcos y sirvió para ser el barco funerario del dios. Sin embargo, debido a su tamaño y magnificencia, nadie parecía tener la fuerza suficiente para empujar el barco fuera de la arena.
Los Æsir entonces recurrieron a la ayuda de Hyrrokkin, que vino desde Jötunheim, llegó en un lobo gigante con víboras como riendas. Cuando desmontó, Odín invoco a cuatro de sus berserker ulfhednar para mirar por el animal, pero estos eran incapaces de controlarlo sin dejarlo inconsciente. Con su potencia sísmica, la Jotun empujó el barco desde la arena hasta el agua ayudada de los rodillos que había debajo. Esta proeza causó que la tierra temblara y que los rodillos ardieran, lo que enfadó a Thor. Tanto era su enfado al ver que ella triunfaba donde él no había podido, que estuvo a punto de matarla con su martillo Mjöllnir, pero los otros dioses insistieron en que eso era innecesario y en que la dejara marchar.
| En æsirnir tóku lík Baldrs ok fluttu til sævar. Hringhorni hét skip Baldrs. Hann var allra skipa mestr. Hann vildu goðin fram setja ok gera þar á bálför Baldrs, en skipit gekk hvergi fram. Þá var sent í Jötunheima eftir gýgi þeiri, er Hyrrokkin hét. En er hon kom ok reið vargi ok hafði höggorm at taumum, þá hljóp hon af hestinum, en Óðinn kallaði til berserki fjóra at gæta hestsins, ok fengu þeir eigi haldit, nema þeir felldi hann. Þá gekk Hyrrokkin á framstafn nökkvans ok hratt fram í fyrsta viðbragði, svá at eldr hraut ór hlunnunum ok lönd öll skulfu. Þá varð Þórr reiðr ok greip hamarinn ok myndi þá brjóta höfuð hennar, áðr en goðin öll báðu henni friðar.Guðni Jónsson's edition |  | Los Æsir entonces tomaron el cuerpo muerto y lo llevaron a la orilla del mar, donde estaba Hringhorni el barco de Balder, el cual pasaba por ser el más largo en todo el mundo. Pero cuando ellos quisieron lanzarlo a la mar para hacer la pira funeraria en él, fueron incapaces de hacer que se moviera. Ante esta circunstancia, requirieron de Jotunheim una giganta llamada Hyrrokin, que vino en un lobo que tenía serpientes enroscadas a modo de bridas. Tan pronto como ella se apeó, Odín ordenó a cuatro berserkir que cogieran su montura. Sin embargo, se vieron obligados a inmovilizar al animal en el suelo antes de poder llevar a cabo su cometido. Hyrrokin fue hacia el barco y con un único empujón lo puso a flote, pero ese empujón fue tan violento que el fuego surgió de los rodillos, y la tierra tembló alrededor suyo. Thor, muy enfadado con lo que veía, cogió su martillo y, si no llega a ser por la intervención de los otros Æsir, hubiera roto el cráneo de la Jotun Hyrrokin. - Edición electrónica libre de {{{título}}} en el Proyecto Gutenberg |  |

## La muerte de Hyrrokkin
Contrariamente al acto de clemencia ejercido por Thor en el entierro de Balder, Hyrrokkin es mencionada en una lista de Jotun asesinados por él, tal como es contado por Þorbjörn dísarskáld en Skáldskaparmál.
| Ball í Keilu kolli, Kjallandi brauzt þú alla, áðr draptu Lút ok Leiða, léztu dreyra Búseyru; heftir þú Hengjankjöftu, Hyrrokkin dó fyrri; þó var snemr in sáma Svívör numin lífi.Guðni Jónsson's edition | Tú hiciste herir la cabeza de Keila, aplastaste a Kjallandi al completo, antes venciste a Lútr y Leidi, derramaste la sangre de Búseyra; detuviste a Hengjankjapta, Hyrrokkin murió antes; sin embargo, de la misma forma Svívör de la vida fue tomado. —Skáldskaparmál (4), Brodeur's translation |  |

## Testimonios
El poema Húsdrápa, compuesto por Úlfr Uggason en Islandia a finales del siglo X y parcialmente preservado en la Edda prosaica, menciona a Hyrrokkin en el funeral de Balder:
"La poderosa Hild de las montañas [Jotun] hizo que el Sleipnir marino [barco] avanzara, pero los que detentan los yelmos de llamas [guerreros, berserkir] de Hropt Odín derribaron a su montura."
Ella también es mencionada en el Nafnaþulur:
Gjölp, Hyrrokkin,
Hengikepta,
Gneip ok Gnepja,
Geysa, Hála,
Hörn ok Hrúga,
Harðgreip, Forað,
Hryðja, Hveðra
ok Hölgabrúðr.